# دلیله الحمایده
دلیله الحمایده (به عربی: دلیلة الحمایدة) یک منطقهٔ مسکونی در اردن است که در استان مادبا واقع شده‌است.